# مركز المعلومات الوطني (السعودية)
مركز المعلومات الوطني (اختصارًا NIC) هو مركز متخصص بتقديم الخدمات التقنية والرقمية للجهات الحكومية وقطاع الأعمال والأفراد في المملكة العربية السعودية، تأسس في مدينة الرياض عام 1979م، ويرتبط مباشرة بالهيئة السعودية للبيانات والذكاء الاصطناعي. له عدد من الفروع المرتبطة بالمركز الرئيسي في عدد من مناطق المملكة، ويديره عصام الوقيت منذ أكتوبر 2019.

## لمحة تاريخية
تأسس المركز تحت مسمى (مركز الكمبيوتر) كأحد المراكز التابعة لوزارة الداخلية التي كانت قد بدأت آنذاك مشروعا لحفظ المعلومات المتوفرة، وبعد عام من تأسيسه تغير مسماه إلى (الإدارة العامة للمعلومات المركزية) الذي تغير أيضا بعد عامين إلى مسماه الحالي (مركز المعلومات الوطني)، مستكملا أعماله في تقديم الحلول التقنية للقطاعات التابعة لوزارة الداخلية، وفي عام 2017م انتقل المركز إلى رئاسة أمن الدولة؛ ليكون تحت إدارتها حتّى أغسطس عام 2019م الذي انتقل فيه إلى الهيئة السعودية للبيانات والذكاء الاصطناعي بعد تأسيسها في العام نفسه.

## المهام
تتمحور مهام مركز المعلومات الوطني حول تقديم خدمات وحلول تقنية للجهات الحكومية وقطاع الأعمال والأفراد، وتشغيل منصة تحليلات حكومية مدعومة بتقنيات الذكاء الاصطناعي، ودمج الأصول الرقمية الحكومية، وتقديم تحسينات وتطويرات مستمرة للعملاء، واعتماد الهيكليات المفتوحة والمبسطة، وتشغيل منصة وطنية للخدمات السحابية الحكومية، وتحسين مستوى أمن المعلومات وحماية الخصوصية، ومنع الحوادث أو الاختراقات الإلكترونية، وتمكين الجهات الحكومية من تقديم خدمات مبتكرة تلبي توقعات متلقي الخدمة وجعل هذه الخدمات متاحة في أي وقت وفي أي مكان من خلال قنوات متعددة ولا تتطلب استخدام نوع معين من الأجهزة للحصول عليها.

## الخدمات والمنتجات
يقدم المركز عددا من الخدمات والمنصات الخدمية الإلكترونية الكبرى في المملكة، التي تربط بين الجهات الحكومية والمواطنين لتقديم وتيسير خدماتها لهم، والتي تقدم خدمات متخصصة للقطاعات ومنها: منصة استشراف المتخصصة بتقديم رؤى وتنبؤات مستقبلية لصناع القرار في المملكة، مُستنتجة من البيانات الضخمة وتحليل الذكاء الاصطناعي التي يقوم بها المركز، ومنصة أبشر التي تمكن المواطنين والمقيمين إنهاء إجراءاتهم الحكومية إلكترونيًا دون الحاجة إلى زيارة الجهات الحكومية، ومنصة إيفاء المتخصصة بالمخالفات حيث تمكن المواطنين والمقيمين والزائرين وأصحاب الأعمال من معرفة واستعراض كافة مخالفاتهم لدى الجهات الحكومية وسدادها، وبنك البيانات الوطني الذي يعمل كمستودعٍ مركزي موثوق لمشاركتها مع الجهات المستفيدة، ويقدم أكثر من 110 خدمة، وسحابة ديم، ومنصة النفاذ الوطني الموحد، ومنصة نبأ.

## مدراء المركز
| مديرو مركز المعلومات الوطني | مديرو مركز المعلومات الوطني                      | مديرو مركز المعلومات الوطني | مديرو مركز المعلومات الوطني | مديرو مركز المعلومات الوطني |
| ت                           | الاسم                                            | الفترة                      | الفترة                      | مصدر                        |
| ت                           | الاسم                                            | من                          | إلى                         | مصدر                        |
| --------------------------- | ------------------------------------------------ | --------------------------- | --------------------------- | --------------------------- |
| 1                           | الدكتور/ حمد بن راشد أبو نيان                    | 1399هـ                      | 11 ذي الحجة 1401 هـ         | [ 5 ]                       |
| 2                           | الدكتور/ عبد العزيز بن ناصر الصقر                | 12 ذي الحجة 1401هـ          | 2 صفر 1410هـ                | [ 5 ]                       |
| 3                           | الدكتور/ عبد الرحمن بن عبد العزيز الشنيفي        | 3 صفر 1410هـ                | 2 رمضان 1412هـ              | [ 5 ]                       |
| 4                           | اللواء/ صالح بن محمد الدبيان                     | 3 رمضان 1412هـ              | 13 شعبان 1421هـ             | [ 5 ]                       |
| 5                           | الدكتور/ خالد بن محمد الطويل                     | 19 شعبان 1421هـ             | 16 محرم 1430هـ              | [ 5 ]                       |
| 6                           | الأمير الدكتور/ بندر بن عبد الله المشاري آل سعود | 17 محرم 1430هـ              | 9 صفر 1435هـ                | [ 5 ]                       |
| 7                           | اللواء الدكتور/ طارق بن عبد الله الشدي           | 10 صفر 1435هـ               | 30 رجب 1438هـ               | [ 5 ]                       |
| 8                           | المهندس / نبيل إبراهيم العمر                     | 1 شعبان 1438هـ              | 17 ذي القعدة 1439هـ         | [ 5 ]                       |
| 9                           | اللواء / طارق بن عبد الله الشدي                  | 18 ذي القعدة 1439هـ         |                             | [ 5 ]                       |
| 10                          | الدكتور عبد الله شرف الغامدي                     | 29 ذو الحجة 1440هـ          | 24 صفر 1441 هـ              | [ 5 ]                       |
| 11                          | عصام عبد الله الوقيت                             | 24 صفر 1441 هـ              | الآن                        | [ 6 ]                       |

## الجوائز
في فبراير 2019، حصل المركز على نحو 5 جوائز وذلك في ملتقى «أبشر» في نسخته الخامسة، الذي عقد في مدينة الرياض.
- جائزة الشريك التقني الاستراتيجي.
- جائزة الإبداع في تقديم الخدمات عن خدمة التحقق «بنان».
- جائزة شركاء أبشر عن مشاركة معهد تقنية المعلومات بالمركز في تنفيذ برنامج «شباب أبشر».
- جائزة التميز في التعريف بالخدمات والتوعية في وسائل الإعلام والتواصل الاجتماعي بمنصة أبشر.
- جائزة دعم المشاركة في الفعاليات الدولية «جايتكس».[7]

## وصلات خارجية
- مركز المعلومات الوطني
- وزارة الداخلية السعودية
- الهيئة السعودية للبيانات والذكاء الاصطناعي - سدايا